# Sofia Bouftini
Sofia Bouftini (arabisch صوفيا بوفتيني; * 25. Januar 2002 in Rabat) ist eine marokkanische Fußballspielerin.

## Karriere

### Verein
Zur Saison 2022/23 wechselte Sofia Bouftini vom AS FAR zu RS Berkane.

### Nationalmannschaft
Nachdem sie im Oktober 2021 bereits einmal im Kader für eine Partie der marokkanischen A-Nationalmannschaft war, kam sie am 8. April 2022 bei einem 6:1-Sieg über Gambia zu ihrem Länderspieldebüt. Hier stand sie in der Startelf und bereitete das zwischenzeitliche 3:0 von Rosella Ayane vor. In der 64. Minute wurde sie für Najat Badri ausgewechselt. Nach einem weiteren Freundschaftsspieleinsatz wurde sie für den Afrika-Cup 2022 nominiert, erhielt hier jedoch keinen Einsatz. Nach dem Turnier und auch im darauffolgenden Jahr kam sie bei mehreren Freundschaftsspielen zum Einsatz.
Am 11. Juli 2023 wurde sie für den marokkanischen Kader der Weltmeisterschaft 2023 nominiert.